# Абдуррахман Нуреддин-паша
Абдуррахман Нуреддин-паша (осман. عبدالرحمن نور الدين پاشا‎ / Abdurrahman Nureddin Pâşâ; тур. Abdurrahman Nureddin Paşa, 1833, Кютахья — 1912, Стамбул) — османский государственный деятель, садр-азем Османской империи при султане Абдул-Хамиде II в течение двух месяцев и десяти дней. С 1895 по 1908 год занимал пост министра юстиции.

## Биография
Абдуррахман Нуреддин-паша родился в 1833 году в Кютахья. Он происходил из семьи князей Гермияна. Его отец, визирь Хаджи Али-паша, обеспечил сыну хорошее образование. Он лично преподавал сыну тонкости административной работы. Хаджи Али-паша был назначен генерал-губернатором Кастамону, где и умер..
Абдуррахман Нуреддин-паша, после работы в местных администрациях городов Шумен, Варна, Ниш, Призрен, Анкара, Диярбакыр и Багдад, занял место Великого визиря вместо Кючюка Мехмеда Саид-паши, но занимал этот пост очень короткий период времени. Султан Абдул-Хамид II отправил его в отставку.
В следующие девять лет, с 1882 по 1891 год, был генерал-губернатором Кастамону. При нём в городе повысилось качество образования и получила развитие торговля.
Стоял во главе провинций Измир (с ноября 1891 по май 1893) и Эдирне, а затем в течение почти двенадцати лет, с 1895 года, занимал пост министра юстиции. За время своей политической деятельности, приобрёл репутацию порядочного человека. В 1908 году, после введения в Османской империи конституционной монархии, подал в отставку с государственной службы. Абдуррахман-паша умер в 1912 году в Стамбуле и был похоронен в безымянной могиле на кладбище мечети Фатих.
Его дочь, Пакизе-ханым вышла замуж за известного композитора, музыковеда и юриста Хусейна Садеддина Арела. Турецкий музыкант Мунир Нуреттин Сельчук приходился Абдуррахману Нуреддину-паше племянником.